# Soemmeringia semperflorens
Soemmeringia semperflorens är en ärtväxtart som beskrevs av Carl Friedrich Philipp von Martius. Soemmeringia semperflorens ingår i släktet Soemmeringia och familjen ärtväxter. Inga underarter finns listade i Catalogue of Life.